# Project.net
Project.net є програмою з відкритим вихідним кодом, управління проектами додатків для операційних систем Microsoft Windows і Unix. Project.net є комерційним додатком з відкритим кодом. Підтримку в роботі з програмою та навчання надає Project.net Inc. з Бедфорда, штат Массачусетс.

## Історія
Project.net була заснована в 1999 році для розробки програми спільної роботи з використанням Інтернет-технологій. Початковою метою компанії була розробка та впровадження механізму співпраці державних та приватних інтернет-систем обміну інформацією. У 2002 році журнал PC нагородив Project.net нагородою «Вибір редакторів» в огляді вебпрограм управління проектами.
Project.net був придбаний компанією Integrated Computer Solutions у 2006 році та запустив відкриту версію програми Project.net. портфель проектів(PPM). Конференція «Open Source Business» нагородила три проекти з відкритим кодом (включаючи Project.net) як «ті, на які слід дивитись».
На даний момент, для управління проектами, Project.net використовують понад 50 000 людей у всьому світі. Журнал «University Business» опублікував статтю про управління проектами та ресурсами, в якому розглядається використання Project.net у відділі управління об'єктами університету Корнелла.

## Чарівний квадрант Gartner
Project.net — це перша програма з відкритим кодом, що входить до програми Gartner: Magic Quadrant for IT Project and Portfolio Management. 7 червня 2010 року Project.net було надано ідентифікаційний номер: G00200907.
Project.net також був включений до звітів Gartner за 2013 р. Та звіту MarketScope 2014 р. як додаток програмного забезпечення для управління ІТ-проектами.

## Ліцензія
Project.net доступний через загальну публічну ліцензію GNU або комерційну ліцензію, якщо користувач бажає цього. Однак Project.net не можна використовувати без бази даних Oracle, яка є комерційним продуктом.

## Використання
- Управління проектами та ресурсами
- Співпраця
- Відстеження проблем
- Вбудований Wiki
- Інтегрований блог